# Šport u 1890.
◄◄ | ◄ | 1887. | 1888. | 1889. | 1890.  | 1891. | 1892. | 1893. | ► | ►►
Arhitektura • Astronomija • Biologija • Film • Fotografija • Glazba • Kazalište • Kemija • Kiparstvo • Knjige • Književnost • Kršćanstvo • Meteorologija • Medicina • Planinarstvo • Politika • Pravo • Promet • Slikarstvo • Strip • Šport • Znanost • Zrakoplovstvo • Željeznički promet
Šport u 1890.

## Svijet

### Osnivanja
- Servette FC, švicarski nogometni klub

## Vanjske poveznice
|  | Zajednički poslužitelj ima još gradiva o temi Šport u 1890. |